# 问苍茫
《问苍茫》是一部2023年中国大陆革命历史剧。该剧由王伟执导，王仁君、宁理、白客、唐曾、嘉泽领衔主演，马少骅、张晓龙、黄小蕾、董璇、谭凯、刘洁、蒋梦婕、王茂蕾、陈创、李红特邀出演，宋佳友情出演。2023年12月12日于中國中央電視台綜合頻道（CCTV-1）首播，12月19日在江苏卫视和湖南卫视播出，网络平台在芒果TV、优酷、央视频平台上线。该剧是全面反映青年毛泽东探索中国革命道路的第一部影视作品，也是纪念毛泽东诞辰130周年的献礼剧之一（另一部是《鲲鹏击浪》）。

## 播出时间
| 频道/平台          | 所在地   | 播出日期                    | 播出时间                                        | 备注                                                                                      |
| ------------------ | -------- | --------------------------- | ----------------------------------------------- | ----------------------------------------------------------------------------------------- |
| CCTV-1、央视频     | 中国大陆 | 2023年12月12日-2024年1月5日 | 通常为周一至周五19:40（港澳版）/20:05（内地版） | 一般为2集连播，有时播出1集                                                                |
| 芒果TV、优酷       | 中国大陆 | 2023年12月12日-2024年1月5日 | 22:00                                           | [ 2 ] [ 5 ]                                                                               |
| 江苏卫视、湖南卫视 | 中国大陆 | 2023年12月19日-2024年1月6日 | 19:30                                           | 幸福剧场/金鹰独播剧场 江苏卫视1月2日后为播出《繁花》临时改为二线同时播出，播出时间为21:20 |

## 剧情简介
该剧讲述1921年中国共产党成立到1927年，青年毛泽东在践行马克思主义信仰的过程中，从追随者逐步成长为先行者和开拓者，并探索出中国革命道路的历史故事。

## 演员列表

### 主要演员
- 王仁君 饰 毛泽东
- 宁理 饰 陈独秀
- 白客 饰 蒋介石
- 唐曾 饰 李大钊
- 嘉泽 饰 杨开慧

### 其他演员
- 马少骅 饰 孙中山
- 李成儒 饰 贺民范
- 舒耀瑄 饰 罗老
- 张晓龙 饰 汪精卫
- 黄小蕾 饰 高君曼
- 董璇 饰 宋霭龄
- 谭凯 饰 赵恒惕
- 霍青 饰 何叔衡
- 刘洁 饰 向振熙
- 蒋梦婕 饰 宋美龄
- 王茂蕾 饰 戴季陶
- 陈创 饰 胡汉民
- 李强 饰 成胥生
- 李红 饰 谭延闿
- 宋佳 饰 宋庆龄
- 吴幸键 饰 蒋先云
- 牛骏峰 饰 瞿秋白
- 魏大勋 饰 蔡和森
- 郑业成 饰 周恩来
- 焦俊艳 饰 向警予
- 吴昊宸 饰 李达
- 郑伟 饰 夏明翰
- 张亦驰 饰 毛泽民
- 宋熹 饰 李立三
- 淮文 饰 张国焘
- 周思羽 饰 毛泽覃
- 张浩天 饰 孙科
- 周澄奥 饰 陈延年
- 蒋中炜 饰 张静江
- 罗康 饰 叶楚伧
- 韩立 饰 毛福轩
- 周威 饰 郭亮
- 张凤安 饰 恽代英
- 高旭阳 饰 易礼容
- 王泽林 饰 罗章龙
- 章煜奇 饰 贺衷寒
- 姜震昊 饰 李维汉
- 谢天 饰 庞叔侃
- 陈冠英 饰 刘少奇
- 郭嘉琦 饰 徐向前
- 孙奕 饰 王世和
- 郑旭东 饰 钟志申
- 丁志勇 饰 谢持
- 康福震 饰 胡宗南
- 张景峰 饰 谭平山
- 刘宁 饰 张太雷
- 郭依林 饰 毛泽建
- 毕瀚文 饰 毛新枚
- 谢瓦 饰 马林
- 阿历克斯 饰 鲍罗廷
- 王禛 饰 王淑兰
- 张浩哲 饰 陈赓
- 洛磊 饰 王荷波
- 蔡夏杰 饰 朱少连
- 吴名 饰 李耿侯
- 张层层 饰 彭湃
- 张伟夫 饰 曾师爷
- 徐丁 饰 何应钦
- 孙振鹏 饰 黄爱
- 韩明霖 饰 庞人铨
- 黄烁文 饰 郭队长
- 汪国辉 饰 邓中夏
- 文生 饰 任弼时
- 宁心 饰 李祗欣
- 吴恙 饰 钱希均
- 王佳宇 饰 杨之华
- 龚婉怡 饰 陈洁如
- 马凡丁 饰 邓颖超
- 沈保平 饰 翁先生
- 陈天明 饰 张学良
- 徐媛媛 饰 何宝珍
- 张风 饰 邹鲁
- 侯凯文 饰 白崇禧
- 赵倬霆 饰 陈诚
- 麻骏 饰 林森
- 刘慧 饰 陈璧君
- 常冶凝 饰 萧楚女
- 谢伊博 饰 沈雁冰
- 潘丹 饰 二姨太
- 张艺航 饰 邵元冲
- 周杰 饰 黄棠
- 陈晔 饰 陈春圃
- 李宏磊 饰 刘衡
- 高毅 饰 徐特立
- 徐鹏斐 饰 柳直荀
- 郭俊葳 饰 冬伢子
- 邵晓江 饰 刘三叔
- 喻庆辉 饰 刘四叔
- 刘长德 饰 何键
- 光明 饰 罗易
- 李明亮 饰 方志敏
- 段平 饰 陈芬
- 马溯鼎 饰 小武子
- 蔡荣 饰 王首道
- 郑婷 饰 周文楠
- 柳田 饰 郑家钧
- 古铭瀚 饰 余湘三
- 王鲁 饰 唐生智
- 王子君 饰 徐渠智
- 怀远 饰 毛紫云
- 曹禹 饰 张作霖

## 制作与花絮
《问苍茫》剧名引自毛泽东诗词《沁园春·长沙》的其中一句“怅寥廓，问苍茫大地，谁主沉浮”，这是继《恰同学少年》《中流击水》后，第三部剧名引自该词的电视剧。
该剧自2021年开始构思工作，12月起系统组织了三次采风，先后赴长沙、韶山、安源、广州、上海、武汉等多地走访，期间查阅近百本史料书籍并与党史专家多次座谈。2023年4月9日，该剧在横店影视城开机，在开机前确定了角色造型设计、服装和演员配置，主要角色已完成定妆；已完成绘制600多个场景，韶山故居、清水塘故居等主场景已完成搭建、陈设，其他场景已陆续交景，开始进行试拍调试。而全剧涉及的761个场景、近万套服装、54000件道具，重要会议、主要人物出场的场景，重点办公场所和居家环境，均按照历史照片进行了复制还原。7月20日，该剧杀青，同时公布演职人员全阵容，并发布杀青特辑和杀青照。

## 记事
2023年12月15日，在中央广播电视总台“龙年大剧看总台”电视剧片单发布活动上，该剧入选2024年总台电视剧片单之“立业安邦·精诚不渝”板块。
2023年12月21日，该剧剧组在北京大学举办研讨交流会。
2024年1月12日，该剧举办创作座谈会，会议由国家广播电视总局主办，中国电视艺术委员会、中国电视艺术家协会、中共湖南省委宣传部承办。中宣部副部长，国家广播电视总局党组书记、局长曹淑敏出席会议并讲话，国家广播电视总局党组成员、副局长朱咏雷主持，中共湖南省委常委、省委宣传部部长杨浩东出席。

## 收视率
该剧在央视一套晚黄金档开播以来，中国视听大数据最高份额达10.839%，排名全国所有频道第一；湖南卫视开播后收视居省级卫视第一。截至2024年1月12日，该剧豆瓣评分达8.8分，全网话题阅读量达43.1亿。
| 中国大陆 CCTV-1 首播收视率 （CVB） |      |                                |        |          |      |
| 集數                               | 週數 | 播出日期                       | 收视率 | 收视份额 | 排名 |
| 1-6                                | 1    | 2023年12月9日－2023年12月15日  | 2.642  | 10.161   | 1    |
| 7-15                               | 2    | 2023年12月16日－2023年12月22日 | 2.509  | 10.457   | 1    |
| 16-26                              | 3    | 2023年12月23日－2023年12月29日 | 2.375  | 10.477   | 2    |
| 27-32                              | 4    | 2023年12月30日－2024年1月5日   | 2.789  | 10.415   | 1    |

1. 数据由国家广播电视总局提供。
2. 以上收视排名包括央视在内。

| 中国大陆 湖南卫视 首播收视率 （CVB） |      |                                |        |          |      |
| 集數                                 | 週數 | 播出日期                       | 收视率 | 收视份额 | 排名 |
| 1-7                                  | 1    | 2023年12月16日－2023年12月22日 | 0.230  | 0.880    | 9    |
| 8-21                                 | 2    | 2023年12月23日－2023年12月29日 | 0.227  | 0.947    | 8    |
| 22-31                                | 3    | 2023年12月30日－2024年1月5日   | 0.267  | 0.988    | 8    |

1. 数据由国家广播电视总局提供。
2. 以上收视排名包括央视在内。

## 奖项
| 年份 | 頒獎典禮                 | 獎項             | 提名/得奖者    | 结果 | 備註   |
| ---- | ------------------------ | ---------------- | -------------- | ---- | ------ |
| 2024 | 第二屆中國電視劇年度盛典 | 年度优秀电视剧   | 《问苍茫》     | 獲獎 | [ 16 ] |
| 2024 | 第二屆中國電視劇年度盛典 | 年度导演         | 王伟           | 提名 | [ 16 ] |
| 2024 | 第二屆中國電視劇年度盛典 | 年度影响力男演员 | 白客           | 提名 | [ 16 ] |
| 2024 | 第二屆中國電視劇年度盛典 | 年度实力男演员   | 马少骅         | 獲獎 | [ 16 ] |
| 2024 | 第二屆中國電視劇年度盛典 | 年度突破男演员   | 王仁君         | 獲獎 | [ 16 ] |
| 2024 | 第二屆中國電視劇年度盛典 | 年度摄影         | 柴然           | 提名 | [ 16 ] |
| 2024 | 第二屆中國電視劇年度盛典 | 年度美术         | 孟令超﹑孟令群 | 提名 | [ 16 ] |
| 2024 | 2024首都電視節目春推會   | 年度特別貢獻劇集 | 《問蒼茫》     | 獲獎 |        |
| 2024 | 第29届上海电视节白玉兰奖 | 最佳中國電視劇   | 《問蒼茫》     | 提名 | [ 17 ] |
| 2024 | 第29届上海电视节白玉兰奖 | 評委會獎         | 《問蒼茫》     | 獲獎 | [ 17 ] |
| 2024 | 第29届上海电视节白玉兰奖 | 最佳男主角       | 王仁君         | 提名 | [ 17 ] |
| 2024 | 第29届上海电视节白玉兰奖 | 最佳女配角       | 宋佳           | 提名 | [ 17 ] |
| 2024 | 第34届电视剧飞天奖       | 优秀电视剧奖     | 《问苍茫》     | 獲獎 |        |
| 2024 | 第34届电视剧飞天奖       | 最佳电视剧奖     | 《问苍茫》     | 提名 |        |
| 2024 | 第34届电视剧飞天奖       | 优秀导演奖       | 王伟           | 提名 |        |

## 相关作品
本剧同名小说由深圳出版社出版，同名制作笔记由湖南人民出版社出版，同名绘本由湖南少年儿童出版社出版。另外，同名有声广播剧也于喜马拉雅FM上线。